# Question du grenier au parchemin de l'Université de Paris
La Question du grenier au parchemin de l'Université de Paris est un épisode du XVIe siècle concernant l'université de Paris.

## Histoire
Une fois par an, au mois de juin, la foire au parchemin avait lieu pendant les fêtes du Lendit, dans la plaine Saint-Denis.
L'Université partageait avec les parcheminiers du roi le privilège de choisir, la première, la quantité qui lui était nécessaire. C'est seulement lorsque l'Université était pourvue que les débitants ordinaires pouvaient faire leur provision.
Le recteur de l'Université touchait encore un droit sur la vente du parchemin. Il fallait qu'il pût la contrôler et estampiller les feuilles, car les parcheminiers, pour se soustraire à cet impôt, faisaient souvent entrer des liasses en fraude; une halle au parchemin avait donc été complaisamment offerte à l'Université par les Mathurins.
Cette servitude fit l'objet de contestations: en effet, après avoir longtemps donné une hospitalité gratuite au parchemin universitaire, les moines avaient demandé en 1537 qu'on leur payât un loyer. Leur réclamation fut entendue, et ce débours fut pris sur les fonds publics de l'Université. Mais en dépit de cette satisfaction, les religieux voulurent définitivement se débarrasser de ce bail.
Ces religieux n'étaient plus également sensibles à l'honneur de donner l'hospitalité à un corps tel que l'Université. Les pourparlers traînant en longueur, ils y mirent fin en fermant un beau jour la halle au parchemin.
À cette nouvelle, Jean Filesac de concert avec André Mellé convoqua en toute hâte l'Université. On décida d'abord que le parchemin serait logé dans les bâtiments de la Nation à laquelle appartiendrait le recteur ; mais le recteur changeait tous les trois mois, c'eût été faire trop de déménagements. On se résolut donc à louer une salle à cet effet dans un des collèges de l'Université.
Le 20 mai 1586, les quatre Nations chargèrent le trésorier et le recteur de chercher un local et de payer sur les fonds communs les frais du déménagement ; c'est le collège de Justice qui abrita désormais la précieuse denrée.

## Source partielle
: document utilisé comme source pour la rédaction de cet article..
- Paul Delaunay, Vieux médecins mayennais